# Замок Нойенбург (Саксония-Анхальт)
Замок Нойенбург (нем. Schloss Neuenburg) — средневековый замок, расположенный на высоком берегу реки Унструт в немецком городе Фрайбурге на юге федеральной земли Саксония-Анхальт. В XII—XIII веках Нойенбург был одной из важнейших и крупнейших резиденций ландграфов Тюрингии. Считается одним из старейших каменных оборонительных сооружений федеральной земли. Особую историко-архитектурную ценность представляет возведённая в 1180 году двойная капелла.

## Название
Название замка производно от нем. neue Burg, то есть «новый замок». В исторических источниках Нойенбург неоднократно упоминается как castrum Nuwenburg, niwen burch, либо как Novum Castrum. Однако до сих пор остаётся непрояснённым вопрос, по отношению к какому сооружению Нойенбург должен считаться «новым»: по отношению ли к замку Хальдек (нем. Burg Haldeck), к укреплённому подворью в Чейплице (нем. Zscheiplitz, в настоящее время — в составе города Фрайбурга), либо по отношению к Вартбургу, несколько ранее также основанному Людвигом Скакуном.

## Исторический очерк
Ранняя история Нойенбурга тесно связана с Людовингами, около 1030 года пришедшими в Тюрингию из Франконии. Вскоре после 1085 года в их владение перешли окрестности Наумбурга и Фрайбурга, что было закреплено посредством брака Людвига Скакуна с Адельгейдой — вдовой саксонского пфальцграфа Фридриха III Гозекского (нем. Friedrich III. von Goseck). Видимо, для укрепления собственных позиций и демонстрации власти и был основан новый замок, вплоть до пресечения рода в 1247 году служивший в качестве одной из важнейших резиденций ландграфов Тюрингии. К наиболее именитым гостям и владельцам Нойенбурга относятся Елизавета Венгерская, Фридрих Барбаросса и Генрих фон Фельдеке, завершивший здесь свой знаменитый эпос Энеида и, вероятно, скончавшийся в замке около 1190 года.
Перешедший в середине XIII века во владение маркграфов Майсена, Нойенбург стал одной из многочисленных побочных резиденций Веттинов, и лишь около 1440 года при Вильгельме III на короткое время вновь попал в центр политического интереса.
В 1485 году — после Лейпцигского раздела — замок вместе с городом и амтом Фрайбург отошёл альбертинской линии Веттинов, и был по желанию саксонского курфюрста Августа I в середине XVI столетия перестроен под охотничье поместье. В качестве охотничьего замка он служил и в дальнейшем герцогам Саксен-Вайсенфельса, а также курфюрсту Фридриху Августу II. Со смертью последнего Нойенбург окончательно потерял своё значение резиденции, и использовался для нужд местного управления.
Согласно постановлениям Венского конгресса, в 1815 году замок Нойенбург отошёл Пруссии, и в середине XIX века — на волне романтического увлечения Средневековьем — стал излюбленной целью пеших прогулок. С 1840-х годов проявились также тенденции по консервации и реставрации замковых построек: так, в 1842—1855 годах под руководством Фердинанда фон Кваста и Фридриха Августа Риттера была проведена первая реставрация замковой капеллы.
В мае 1934 года здесь была открыта партийная школа Союза немецких девушек, и летом следующего года — музей.
С 1970 по 1989 годы замок ввиду своего плохого состояния пустовал, и лишь после воссоединения Германии в 1990 году был вновь открыт для посещения.
С 1997 года Нойенбург находится под управлением фонда «Дворцы, замки и сады земли Саксония-Анхальт» (нем. Stiftung Schlösser, Burgen und Gärten des Landes Sachsen-Anhalt). Замок является частью туристского маршрута Дорога романики, объединяющего важнейшие романские памятники в Саксонии-Анхальт.

## Галерея

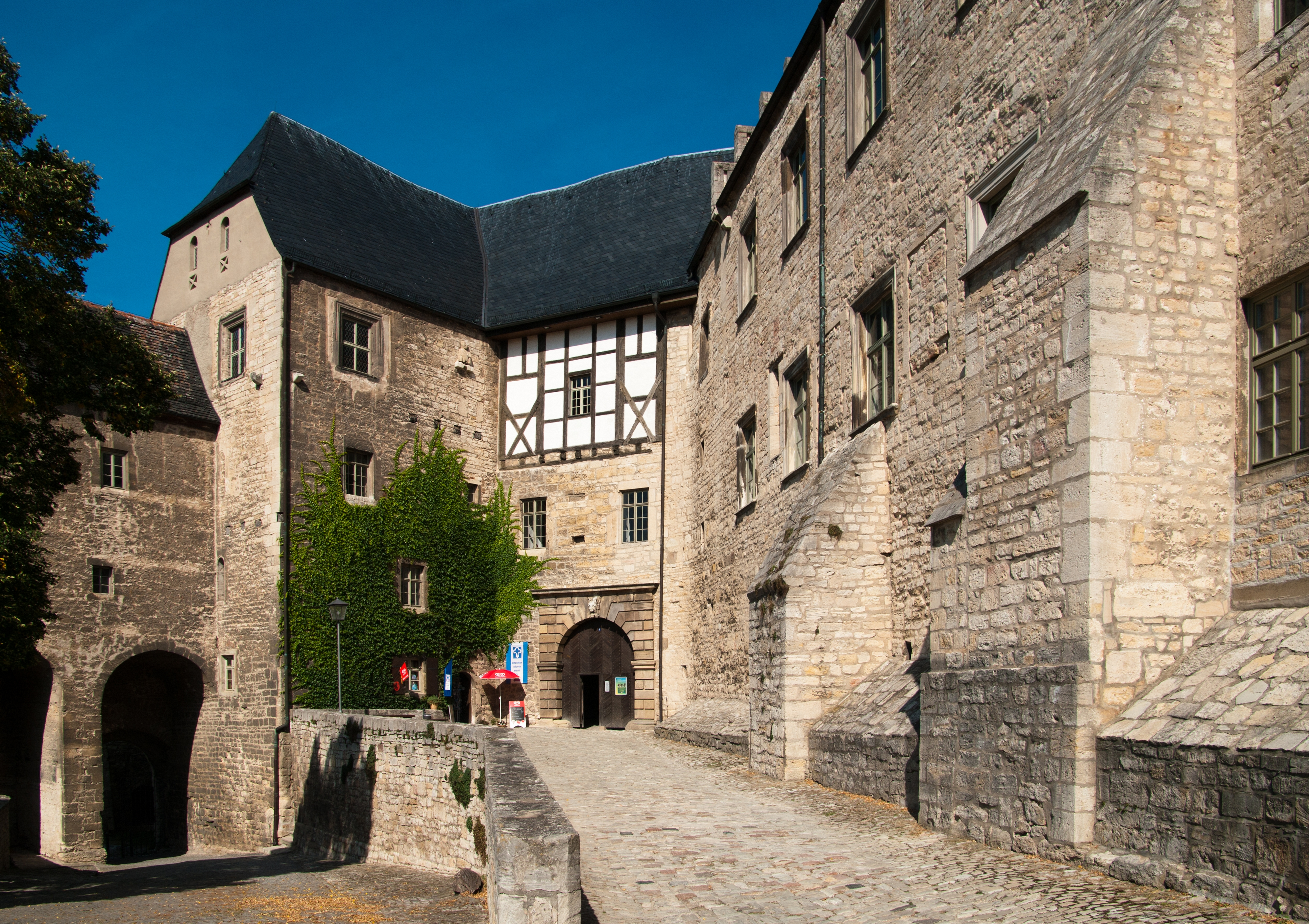
Замковые ворота
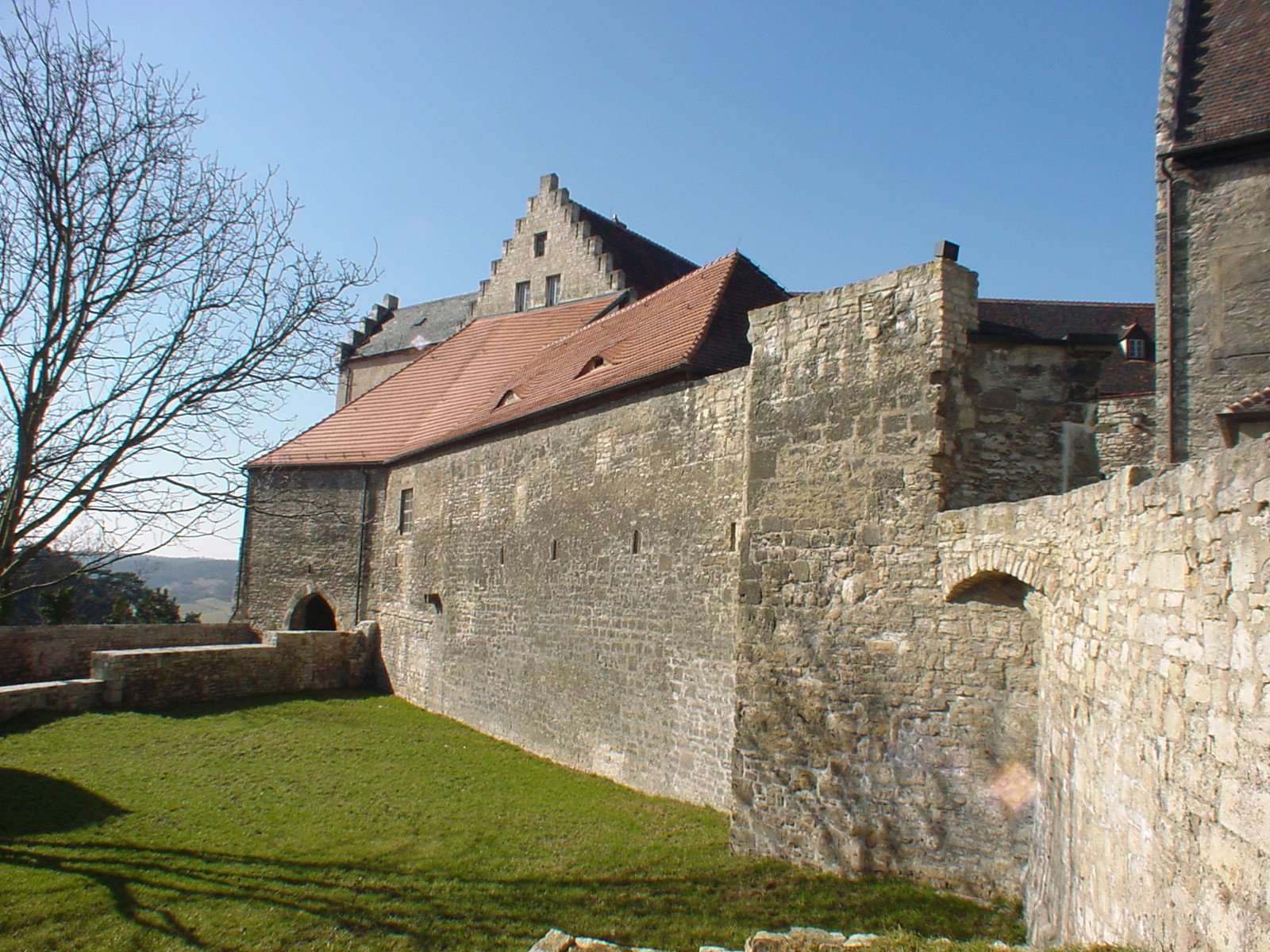
Фрагмент романской стены
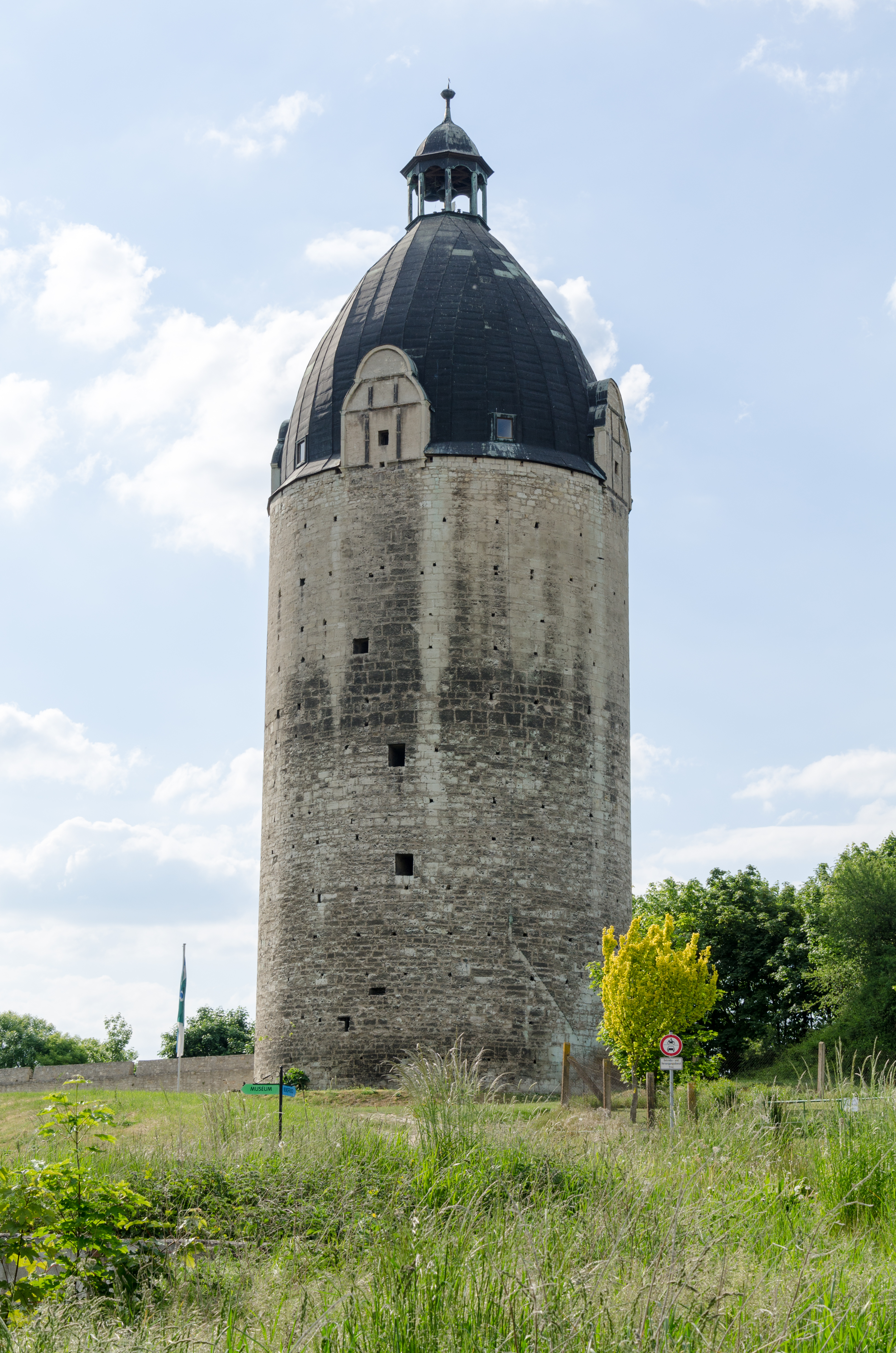
Бергфрид „Толстый Вильгельм“
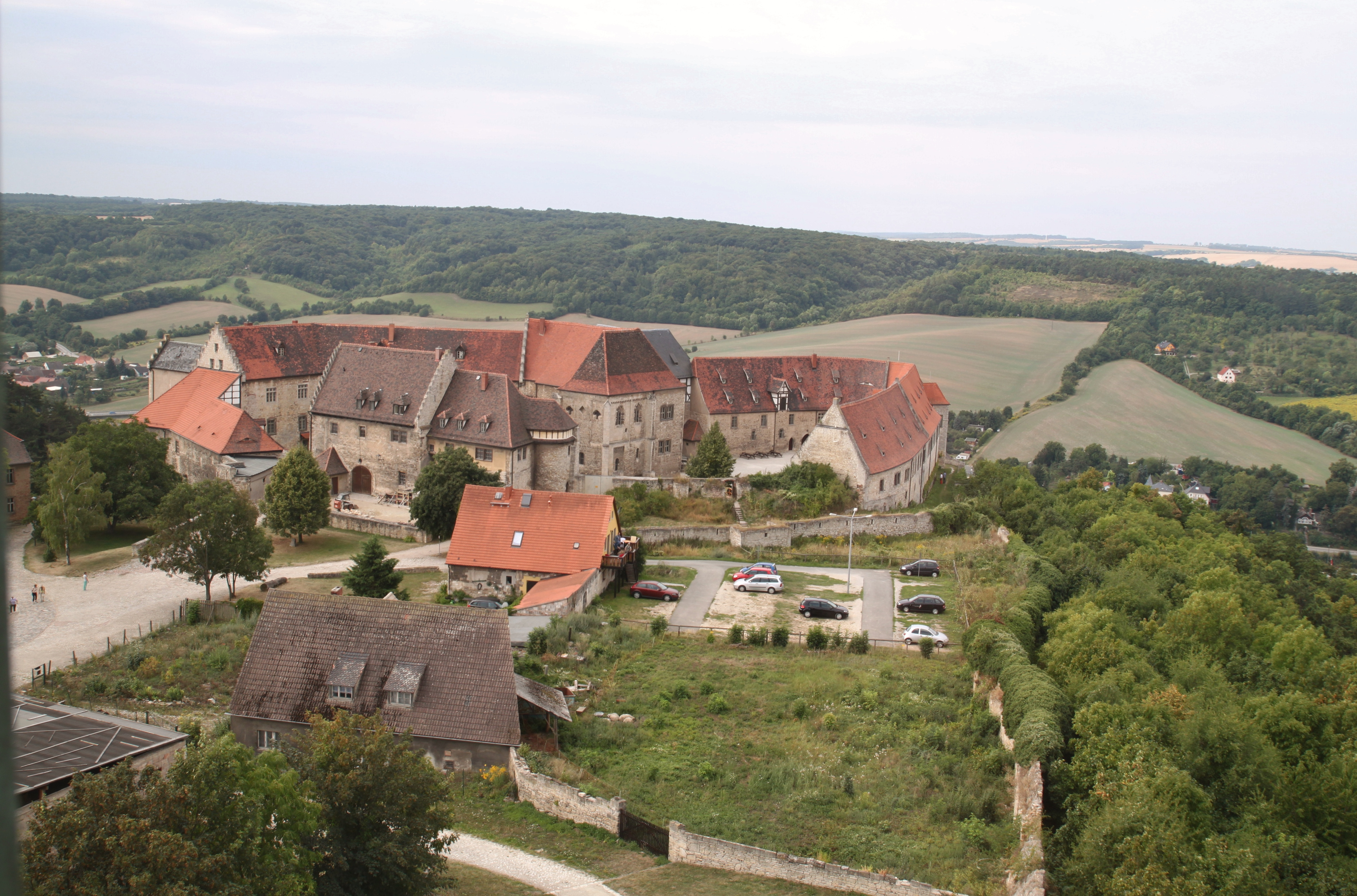
Вид на замковые строения с бергфрида
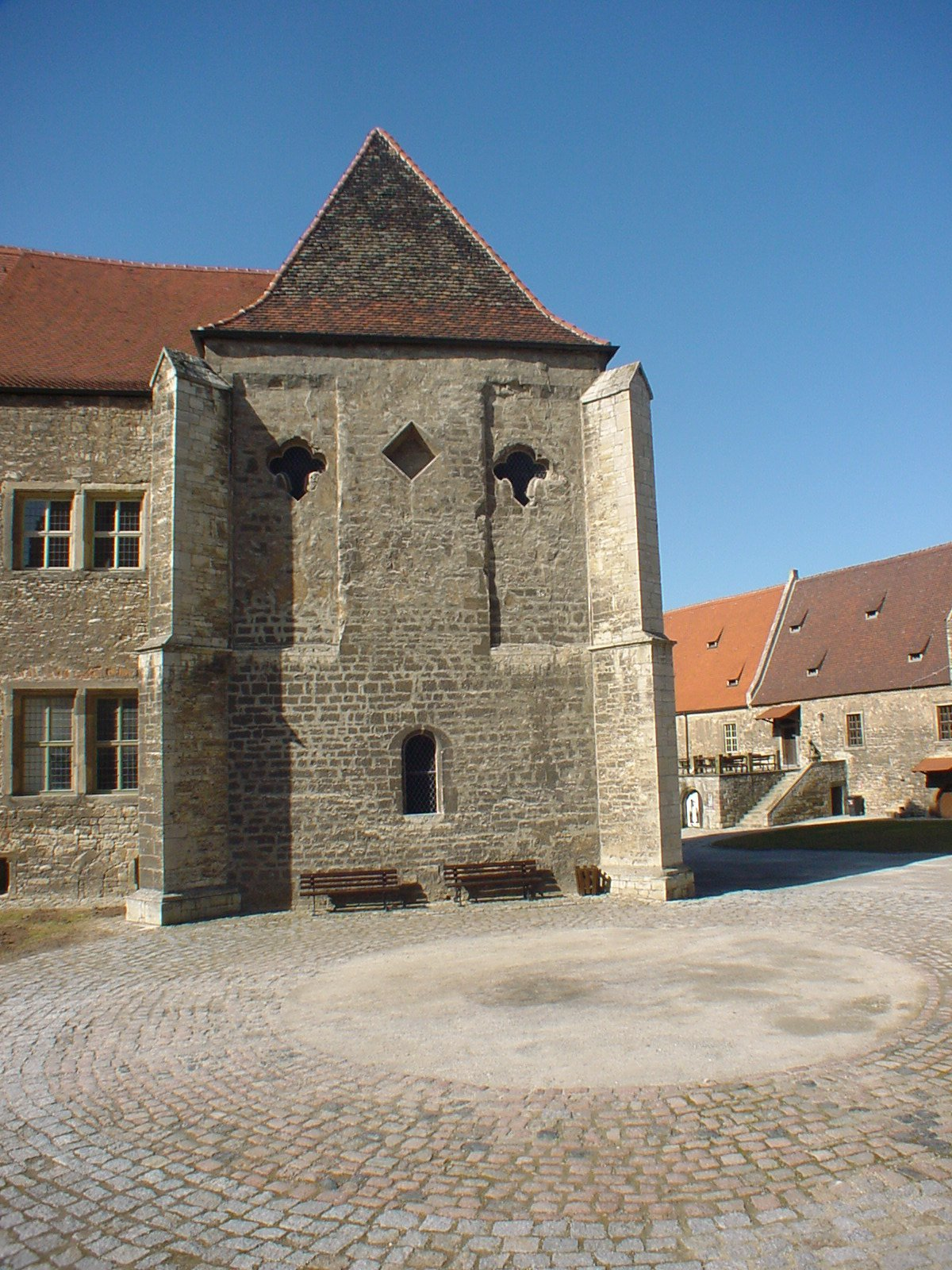
Замковая капелла